# Lewisville (Arkansas)
Lewisville es una ciudad en el condado de Lafayette, Arkansas, Estados Unidos. Para el censo de 2000 la población era de 1.285 habitantes. La ciudad es la sede del condado de Lafayette.

## Geografía
Lewisville se localiza a 33°21′38″N 93°34′46″O / 33.36056, -93.57944. De acuerdo a la Oficina del Censo de los Estados Unidos, la ciudad tiene un área total de 5,7 km², de los cuales el 100% es tierra.

## Demografía
Según el censo de 2000, había 1.285 personas, 518 hogares y 349 familias en la ciudad. La densidad de población era 225,4 hab/km². Había 577 viviendas para una densidad promedio de 101,3 por kilómetro cuadrado. De la población el 49,34% eran blancos, el 49,34% afroamericanos, el 0,16% amerindios, el 0,70% de otras razas y el 0,47% mestizos. El 2,10% de la población eran hispanos o latinos de cualquier raza.
Se contaron 518 hogares, de los cuales el 28,8% tenían niños menores de 18 años, el 46,7% eran parejas casadas viviendo juntos, el 16,2% tenían una mujer como cabeza del hogar sin marido presente y el 32,6% eran hogares no familiares. El 30,1% de los hogares estaban formados por un solo miembro y el 15,3% tenían a un mayor de 65 años viviendo solo. La cantidad de miembros promedio por hogar era de 2,47 y el tamaño promedio de familia era de 3,04 miembros.
En la ciudad la población estaba distribuida en: 25,8% menores de 18 años, 7,9% entre 18 y 24, 25,7% entre 25 y 44, 22,3% entre 45 y 64 y 18,3% tenían 65 o más años. La edad media fue 39 años. Por cada 100 mujeres había 86,5 varones. Por cada 100 mujeres mayores de 18 años había 80,5 varones.
El ingreso medio para un hogar en la ciudad fue de $26.719 y el ingreso medio para una familia $34.712. Los hombres tuvieron un ingreso promedio de $24.408 contra $16.850 de las mujeres. El ingreso per cápita de la ciudad fue de $13.733. Cerca de 17,2% de las familias y 21,3% de la población estaban por debajo de la línea de pobreza, 27,3% de los cuales eran menores de 18 años y 16,1% mayores de 65.

## Residentes y nativos notables
- Charles McClendon, exentrenador del equipo de fútbol americano de LSU